# حسام الجدعاني
حسام الجدعاني (بالإنجليزية: َ Hossam Al-Jadaani)‏؛ مواليد 21 يوليو 1989 في، السعودية، هو لاعب كرة قدم سعودي.

## مسيرة اللاعب
لعب سابقاً لأندية الأهلي وضمك والتعاون ونجران والخليج ونادي النهضة ونادي الساحل ونادي الأنصار ونادي الريان.

## وصلات خارجية
- حسام الجدعاني على موقع Soccerway.com (الإنجليزية)